# Taufbecken (Blindheim)

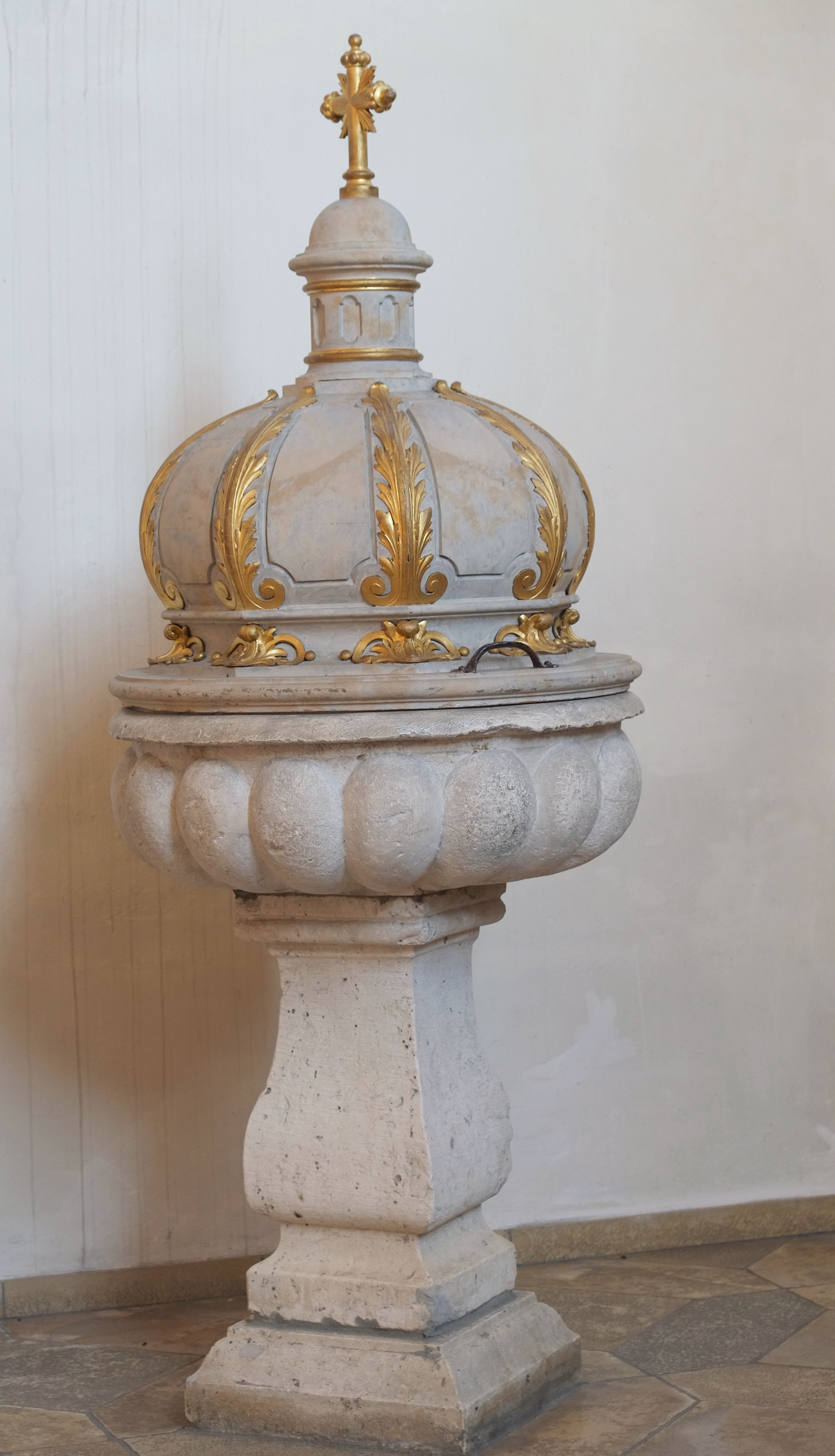
Taufbecken in Blindheim

Das Taufbecken in der katholischen Pfarrkirche St. Martin in Blindheim, einer Gemeinde im Landkreis Dillingen an der Donau im bayerischen Regierungsbezirk Schwaben, wurde um 1620 von Felix Liebendorfer aus Wittislingen geschaffen. Das Taufbecken ist als Teil der Kirchenausstattung ein geschütztes Baudenkmal.
Das Taufbecken aus Kalkstein, mit der typischen Godronierung im Stil des Barocks, besteht aus einer Muschelschale auf quadratischem Balusterfuß. 
Der kuppelförmige Holzdeckel wurde um 1910 geschaffen.